# Chondrodendron limaciifolium
Chondrodendron limaciifolium là một loài thực vật có hoa trong họ Biển bức cát. Loài này được (Diels) Moldenke mô tả khoa học đầu tiên năm 1938.